# برنامج بيونير

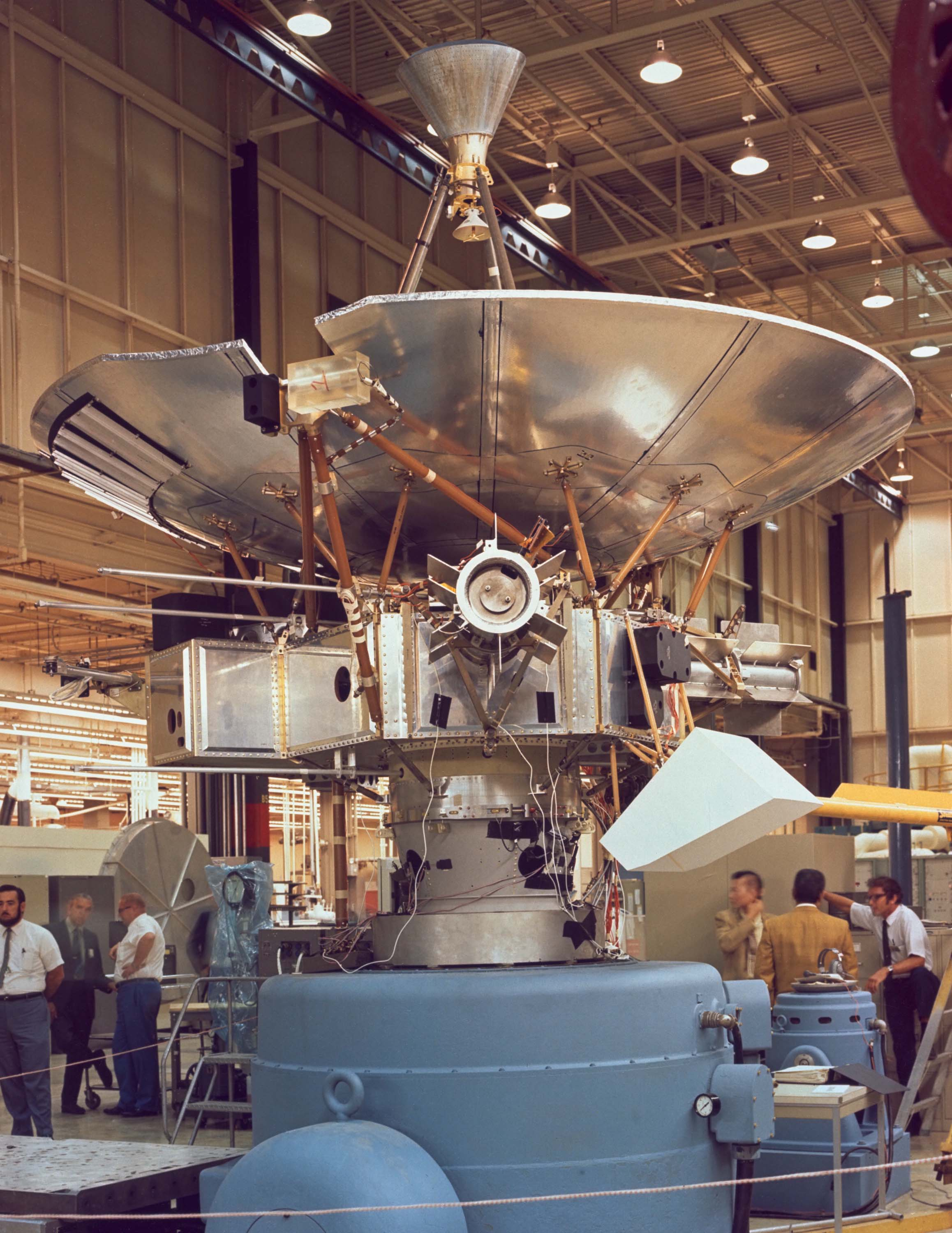
صورة تظهر مراحل في تركيب بيونير 10

برنامج بيونير هو سلسلة المهمات الفضائية الأمريكية غير المأهولة بالبشر صممت من أجل عمليات استكشاف الكواكب. وقد رقمت هذه المهمات ضمن هذا البرنامج، لكن أهم مهمتين كانت بيونير 10 وبيونير 11 واللتان استكشفتا الكواكب الخارجية وغادرتا المجموعة الشمسية. حمل كلا المسبارين لوح بايونير ذهبي ليستطيعا تصوير حالة وجود كائنات حية وجمع معلومات حول تركيبهم. والتي قد تصادفهم خارج الأرض في يوم من الأيام.
ويعزى الفضل في تسمية البرنامج باسمه إلى ستيفن ساليغا والذي كان في سلاح الجو الأمريكي ويعمل كبير مصممي معارض سلاح الجو. وقد وصفت له المركبة الأولى على أنها مركبة مدراية قمرية مع جهاز المسح بالأشعة تحت الحمراء. اعتقد ستيفن أن العنوان طويل جداً وتفتقر إلى الشعار. فأقترح على اللجنة اسم بيونير وهو اسم قمر صناعي أطلقه الجيش سابقاً.

## مهمات بيونير الأولى
هدفت أول البعثات إلى المحاولات الرامية إلى التحقق من إمكانية استخدام سرعة الإفلات الأرضي. لإظهار فيما إذا كانت ذات جدوى. وكانت هذه المهمات من قبل اللجنة الاستشارية الوطنية للملاحة الجوية والجيش .

### مسابيرالفضائية فشلت في فترة 1958-1960
- بيونير 0 مهمته كان الدوران حول القمر تدمر بعد 77 ثانية من الانطلاق في 17 أغسطس 1958
- بيونير 1 مهمته كانت الدوران حول القمر لكنه اختفى هناك تاريخ إطلاقه 11 أكتوبر 1958
- بيونير 2 مهمته كانت الدوران حول القمر تم إعادته فشلت المرحلة الثالثة أطلق في 8 نوفمبر 1958
- بيونير بي1 فقد في 24 سبتمبر 1959
- بيونير بي3 مسبار قمري فقد بسبب إطلاق خاطئ في في 26 نوفمبر 1959
- بيونير 5 فقد في الفضاء ما بين الزهرة والأرض. أطلق في 11 مارس 1960[2]
- بيونير بي30 فشل في الوصول إلى مدار القمر في 25 سبتمبر 1960
- بيونير بي31 فقد في مراحله الأخيرة في 15 ديسمبر 1960.

### مهمات ناجحة جزئياً في 1958–1959
- بيونير 3 نجح في التحليق فوق القمر لكنه خرج من مساره بسبب إطلاق خاطئ في 6 ديسمبر 1958
- بيونير 4 حلٌق فوق القمر ونجح في تحقيق سرعة الإفلات الأرضي أطلق في 3 مارس 1959

## مهمات لاحقة (1965–1978)
بعد خمس سنوات استخدمت وكالة ناسا مركز أبحاث إمس واستخدمت نفس الاسم السابق لإطلاق مجموعة من الرحلات الفضائية، وهدفت في البداية استكشاف كواكب النظام الشمسي الداخلي وهما بيونير 6 و 7و 8 و 9 وأطلقوا على التوالي في ديسمبر 1965 وأغسطس 1966 وديسمبر 1967 ونوفمبر 1968

### استكشاف الكواكب الخارجية
- بيونير 10 أطلق في مارس 1972
- بيونير 11 أطلق في أبريل 1973
- بيونير أتش مطابق لبيونير 10 و11 لكنه لم يطلق